# Said Gouda
Khalifa Said Gouda (* 16. April 1931; † 29. Dezember 2014) war ein ägyptischer Gewichtheber.

## Werdegang
Said Gouda wuchs in der Umgebung von Alexandria auf und begeisterte sich wegen der damaligen großen Erfolge ägyptischer Gewichtheber ebenfalls für diesen Sport. Nachdem er bei regionalen Meisterschaften erste Erfolge errungen hatte und gute Ansätze erkennen ließ, nahm sich Sayed Nosseir, der damalige Verbandschef und Staatstrainer der ägyptischen Gewichtheber, seiner an und führte ihn Anfang der 1950er Jahre in die ägyptische Spitzenklasse heran. Als 1950 der Weltmeister im Federgewicht Mahmoud Fayad wegen angeblicher Verstöße gegen den Amateurstatus vom ägyptischen Verband gesperrt wurde, kam er ganz überraschend 1951 bei den Weltmeisterschaften 1951 in Mailand zum Einsatz und gewann noch überraschender gleich den Weltmeistertitel. Bis 1955 hob er dann in der Weltspitze, erst im Federgewicht, dann im Leichtgewicht, mit.

## Internationale Erfolge
(OS = Olympische Spiele, WM = Weltmeisterschaft, Fe = Federgewicht, Le = Leichtgewicht)
- 1951, 1. Platz, Mittelmeerspiele in Alexandria, Fe, mit 307,5 (90.0, 97.5, 120.0) kg, vor Max Heral, Frankreich, 287,5 (80.0, 92,5, 115.0) kg;
- 1951, 1. Platz, WM in Mailand, Fe, mit 310 kg, vor Johann Runge, Dänemark, 310 kg und Julian Creus, England, 302,5 kg;
- 1952, 5. Platz, OS in Helsinki, Fe, mit 312,5 kg, hinter Rafael Tschimischkian, UdSSR, 337,5 kg, Nikolai Saksonow, UdSSR, 332,5 kg, Rodney Wilkes, Trinidad, 322,5 kg und R. del Rosario, Philippinen, 312,5 kg;
- 1953, 3. Platz, WM in Stockholm, Le, mit 355 kg, hinter James George, USA, 370 kg und Dimitri Iwanow, UdSSR, 465 kg;
- 1954, 2. Platz, WM in Wien, Le, mit 355 kg, hinter Iwanow, 367,5 kg und vor Josef Tauchner, Österreich, 352,5 kg;
- 1955, 2. Platz, Welt-Jugendfestspiele in Warschau, Le, mit 365 kg, hinter Igor Rybak, UdSSR, 370 kg und vor Jan Czepułkowski, Polen, 345 kg;
- 1955, 1. Platz, Mittelmeerspiele in Barcelona, Le, mit 365 (102.5, 117.5, 145.0) kg, vor Luciano de Genova, Italien, 342,5 (110.0, 102.5, 130.0) kg, und vor Bahjat Dalloul, Syrien, 322,5 (107.5, 95.0. 120.0) kg;
- 1955, 2. Platz, WM in München, Le, mit 365 kg, hinter Nikolai Kostylew, UdSSR, 382,5 kg;

## Länderkampf
1954 in Kairo – UdSSR, Le, 360 kg – Dimitri Iwanow, 377,5 kg